# Ed Steitz
Pour les articles homonymes, voir Steitz.
Edward S. "Ed" Steitz (né le 7 décembre 1920 à Brooklyn, New York – décédé le 21 mai 1990) était un entraîneur et dirigeant de basket-ball américain. Diplômé de l'Université Cornell, il fut l'entraîneur de l'équipe du Springfield College durant dix ans et directeur sportif de 1956 à 1990. Il travaille pour le comité des règles de NCAA, en tant que secrétaire, éditeur et interprète de 1965 à 1990. En 1974, il est fondateur et devient président de l' « Amateur Basketball Association of the United States of America » (ABAUSA), devenue aujourd'hui USA Basketball. Il est également membre de la FIBA. Il est intronisé au Basketball Hall of Fame en 1984. En 2007, il est intronisé au FIBA Hall of Fame en tant que contributeur.